# Severoatlantická rada
Severoatlantická rada (anglicky North Atlantic Council) je nejvyšší orgán Severoatlantické aliance. Sídlí v Bruselu a každá z 32 členských zemí je v něm zastoupena jedním delegátem. Severoatlantická rada existuje na základě článku 9 Severoatlantické smlouvy. Rada se schází nejméně jednou za týden, a zpravidla nejméně jednou za půl roku i na úrovni předsedů vlád nebo ministrů členských zemí, nicméně platnost jejich rozhodnutí je stejná, jako když na běžných schůzích rozhodují velvyslanci při NATO. Radě předsedá generální tajemník. Rozhodnutí Rady jsou přijímána pouze jednomyslně (konsenzem).